# Frankford (Missouri)
Frankford é uma cidade localizada no estado americano de Missouri, no Condado de Pike.

## Demografia
Segundo o censo americano de 2000, a sua população era de 351 habitantes.
Em 2006, foi estimada uma população de 361, um aumento de 10 (2.8%).

## Geografia
De acordo com o United States Census Bureau tem uma área de
1,2 km², dos quais 1,2 km² cobertos por terra e 0,0 km² cobertos por água. Frankford localiza-se a aproximadamente 187 m acima do nível do mar.

## Localidades na vizinhança
O diagrama seguinte representa as localidades num raio de 20 km ao redor de Frankford.